# 雷公橘
雷公橘（学名：Capparis membranifolia）是山柑科山柑属的植物。分布在泰国、印度、缅甸、老挝、锡金、越南、不丹以及中国大陆的广东、海南、云南、贵州、广西等地，生长于海拔1,800米的地区，多生于石山灌丛、林缘、山坡道旁、山谷疏林和溪边，目前尚未由人工引种栽培。

## 异名
- Capparis viminea Hook. f. et Thoms